# Catac (distrito)
O Distrito peruano de Catac é um dos treze distritos que forman a Província de Recuay, situada em Ancash, pertenecente a Região de Ancash.

## Transporte
O distrito de Catac é servido pela seguinte rodovia:
- PE-3N, que liga o distrito de La Oroya (Região de Junín) à Puerto Vado Grande (Fronteira Equador-Peru) no distrito de Ayabaca (Região de Piura)
- PE-16, que liga o distrito à cidade de Paramonga (Região de Lima)
- AN-110, que liga a cidade ao distrito de Huantar[2][3][4]